# Odensvi
Odensvi is een plaats in de gemeente Västervik in het landschap Småland en de provincie Kalmar län in Zweden. De plaats heeft 83 inwoners (2005) en een oppervlakte van 16 hectare.